# Cinco Dias e Meio
O álbum Cinco Dias e Meio foi o primeiro lançado a solo por Miguel Araújo (que já tinha álbum com a sua banda na altura, Os Azeitonas, lançou o seu primeiro álbum a solo, Cinco dias e meio. Este álbum conta com sucessos como "Os Maridos das Outras" que ganhou bastante notoriedade pela melodia simples e original e pela letra divertida, brincando com preconceitos sobre o casamento e as diferenças dos sexos , "Reader's Digest" que também foi gravada para o cantor António Zambujo, , "Desdita" que foi a primeira música escrita por Miguel Araújo , "Autopsicodiagnose", "Fizz Limão" na letra, o músico fala de maneira irónica das saudades e nostalgias portuguesas e especialmente da sua geração , por causa do saudosismo doas anos 80 e do gelado "Fizz Limão", Capitão Fantástico". O álbum entrou no top 3 das vendas em Portugal. Todas as músicas são totalmente feitas por Miguel Araújo

Músicas'
```
  Os Maridos das Outras - 
voz
 , 
guitarra acústica
 , 
guitarra elétrica
 , 
baixo
 , 
bateria
 e 
percussões
 - Miguel Araújo
  Reader's Digest - voz , guitarra acúsitica , guitarra elétrica e baixo - Miguel Araújo
  Matérias do Coração -  voz , guitarra acúsitica , 
piano
 , e 
acordeão
 - Miguel Araújo
  O Capitão Fantástico - voz , guitarra acúsitica , 
guitarra slide
, piano, baixo e bateria - Miguel Araújo
  Desdita - voz , guitarra acúsitica , guitarra elétrica , 
harmónica
 e baixo
  Autopsicodiagnose - voz , guitarra acúsitica , guitarra elétrica , farfisa ,  baixo , bateria e percussões - Miguel Araújo
  Fizz Limão -  voz , guitarras , ukelele , 
farfisa
 ,  baixo , bateria e percussões - Miguel Araújo e bateria - Zé Nando Pimenta
  Canção do Ciclo Preparatório - voz , guitarra acústica e piano
  Rosa da Minha Rua - voz , ukelele , 
shaker
 , baixo e 
palmas
 - Miguel Araújo
```

https://radioaltominho.pt/noticias/miguel-araujo-celebra-20-anos-de-carreira-em-viana-do-castelo/
https://music.apple.com/pt/album/cinco-dias-e-meio/693713498